# Ashleigh Moolman-Pasio
Ashleigh Moolman-Pasio (født 9. december 1985) er en cykelrytter fra Sydafrika, som er på kontrakt hos AG Insurance-Soudal Team

## E-cykling
På sin 35 års fødselsdag blev Moolman-Pasio historiens første verdensmester i e-cykling.